# Allen Latham Anderson
Pour les articles homonymes, voir Anderson.
Allen Latham Anderson (né le 18 mars 1837 à Dayton en Ohio, et mort le 9 juin 1910 à Santa Barbara en Californie) est un brigadier-général de l'Union. Il est enterré à Kuttawa dans le comté de Lyon, État du Kentucky.

## Avant la guerre
Allen Latham Anderson est diplômé de West Point en 1856 et est promu second lieutenant dans le 2nd U.S. Infantry.
Il rejoint le 5th U.S. Infrantry le 5 septembre 1859.

## Guerre de Sécession
Allen Latham Anderson est promu premier lieutenant le 14 mai 1861 et capitaine le 3 décembre 1862.
Il est promu commandant, le 21 février 1862, pour « bravoure et services méritants » à la bataille de Valverde.
Il est alors promu colonel, le 7 mars 1865, dans le 8th California Volunteer Infantry. Il est ensuite breveté brigadier général le 13 mars 1865 « pour loyauté et services méritants ».

## Après la guerre
Il quitte le service actif le 7 janvier 1867.
Il devient ingénieur civil.